# Little Games
Little Games är ett musikalbum av den brittiska rockgruppen The Yardbirds. Det spelades in och gavs ut 1967 som gruppens sista album före upplösningen 1968.

## Låtlista
Sida 1
1. "Little Games" (Harold Spiro, Phil Wainman) – 2:27
2. "Smile On Me" (Chris Dreja, Jim McCarty, Jimmy Page, Keith Relf) – 3:16
3. "White Summer" (Jimmy Page) – 3:51
4. "Tinker, Taylor, Soldier, Sailor" (Jim McCarty, Jimmy Page) – 2:41
5. "Glimpses" (Chris Dreja, Jim McCarty, Jimmy Page, Keith Relf) – 4:25

Sida 2
1. "Drinking Muddy Water" (Chris Dreja, Jim McCarty, Jimmy Page, Keith Relf) – 2:54
2. "No Excess Baggage" (Roger Atkins, Carl D'Errico) – 2:32
3. "Stealing Stealing" (Chris Dreja, Jim McCarty, Jimmy Page, Keith Relf) – 2:23
4. "Only the Black Rose" (Keith Relf) – 2:52
5. "Little Soldier Boy" (Jim McCarty, Jimmy Page, Keith Relf) – 2:33

## Medverkande
The Yardbirds
- Keith Relf – sång, munspel, percussion
- Jimmy Page – gitarr
- Chris Dreja – basgitarr, bakgrundssång
- Jim McCarty – trummor, percussion, bakgrundssång

Bidragande musiker
- Clem Cattini – trummor på "Ten Little Indians" och "Goodnight Sweet Josephine"
- Bobby Gregg – trummor på "Little Games"
- Nicky Hopkins – keyboard på "Goodnight Sweet Josephine"
- John Paul Jones – basgitarr på "Goodnight Sweet Josephine", "No Excess Baggage", "Little Games" och "Ten Little Indians"
- Chris Karan – tabla på "White Summer"
- Joe Macho – basgitarr på "Ha Ha Said the Clown"
- Rick Nielsen – orgel på "Ha Ha Said the Clown"
- Ian Stewart – piano på "Drinking Muddy Water"
- Dougie Wright – trummor på "Little Games"